# Jake Lloyd
Jake Lloyd   (Fort Collins, 5 de març de 1989) és un actor estatunidenc conegut fonamentalment pel seu paper d'Anakin Skywalker a Star Wars Episode I: The Phantom Menace.
Fill de Bill Lloyd, metge de professió, i Lisa Riley, un agent d'espectacles, té una germana menor anomenada Madison. Va anar a la Universitat de Colúmbia a Chicago per estudiar audiovisuals.
Lloyd és més conegut per les seves interpretacions en les pel·lícules Jingle All the Way i Star Wars Episodi I: L'amenaça fantasma, encara que també se li coneix pels seus papers recurrents com Jimmy Sweet a ER, i el jove Angelo a The Pretendre. Anteriorment, va ser una estrella convidada en la mateixa sèrie com un personatge anomenat Ronny Collins. També va aparèixer en la pel·lícula per a televisió del mateix nom el 1998.
Jake Lloyd es va retirar de l'actuació en 2001. Després d'una llarga temporada, el 2012 va explicar el motiu: patia assetjament per part dels companys de classe i li provocava molt estrès atendre les moltes obligacions que requerien les promocions de les pel·lícules, com ara viatges, entrevistes, etc. Aquestes van ser, segons Lloyd, les raons per les quals es va retirar de l'actuació. També va afirmar que durant els anys en què va patir assetjament per part dels seus companys de classe, en la seva desesperació va destruir tots els seus records de Star Wars i, des de llavors, es nega a veure fins i tot les pel·lícules perquè li provoquen records massa "esgarrifoses", segons diu ell mateix. Actualment resideix a Chicago.

## Filmografia
| Pel·lícula | Pel·lícula                              | Pel·lícula       | Pel·lícula                                |
| Any        | Títol                                   | Paper            | Notes                                     |
| ---------- | --------------------------------------- | ---------------- | ----------------------------------------- |
| 1996       | Tornar a viure (Unhook the Stars)       | J.J.             |                                           |
| 1996       | Jingle All the Way                      | Jamie Langston   | Paper secundari                           |
| 1996       | Apollo 11                               | Mark Armstrong   | coneguda també com "Apollo 11: The Movie" |
| 1998       | Hosts                                   | Jack             |                                           |
| 1999       | Star Wars Episode I: The Phantom Menace | Anakin Skywalker |                                           |
| 2005       | Madison                                 | Mike McCormick   |                                           |